# Oued El Barad
Oued El Barad est une commune de la wilaya de Sétif, située en zone montagneuse dans les Babors en Petite Kabylie en Algérie.